# Боргоново, Стефано
Стефано Боргоново (итал. Stefano Borgonovo; 17 марта 1964, Джуссано, Италия — 27 июня 2013, Флоренция, Италия) — итальянский футболист, нападающий.

## Карьера
Родился в городке Джуссано близ Милана. Профессиональную карьеру начал в «Комо», аутсайдере Серии A. 14 марта 1982 года дебютировал в матче против «Асколи», проигранном со счётом 1:2. «Комо» по итогам сезона занял последнее место и вылетел в Серию B. За «Комо» Боргоново сыграл 24 встречи, забив три гола.
В 1984 году был отдан в аренду клубу Серии B «Самбенедеттезе», где отыграл 33 матча и забил 13 голов. Через год вернулся в «Комо». В том сезоне с десятью забитыми мячами Боргоново стал пятым бомбардиром чемпионата после Пруццо, Румменигге, Платини и Марадоны и лучшим в составе своей команды. В это же время получил вызов в молодёжную сборную страны, где сыграл три матча и забил один гол в ворота команды Швеции. В 1989 году провёл три встречи за национальную сборную.
В последние годы жизни страдал боковым амиотрофическим склерозом, был полностью парализован. Умер 27 июня 2013 года.

### В сборной
| №  | Дата            | Город          | Соперник | Счёт | Турнир            |
| -- | --------------- | -------------- | -------- | ---- | ----------------- |
| 1. | 22 февраля 1989 | Пиза, Италия   | Дания    | 1:0  | Товарищеский матч |
| 2. | 25 марта 1989   | Вена, Австрия  | Австрия  | 0:0  | Товарищеский матч |
| 3. | 29 марта 1989   | Сибиу, Румыния | Румыния  | 0:1  | Товарищеский матч |